# Telioneura approximans
Telioneura approximans är en fjärilsart som beskrevs av Rothschild 1922. Telioneura approximans ingår i släktet Telioneura och familjen björnspinnare. Inga underarter finns listade i Catalogue of Life.